# Immersive sim
Un immersive sim è un genere di videogiochi che enfatizza la scelta del giocatore. Il suo tratto distintivo principale è l'uso di sistemi simulati che rispondono a una varietà di azioni del giocatore che, combinate con una gamma relativamente ampia di abilità del giocatore, consentono al gioco di supportare soluzioni varie e creative ai problemi, così come un modo di giocare che va al di là di quanto è stato progettato esplicitamente dallo sviluppatore. Questa definizione non deve essere confusa con i sistemi di gioco che consentono la scelta del giocatore in un senso limitato o con i sistemi che consentono ai giocatori di sfuggire facilmente alle conseguenze delle loro scelte.
Gli immersive sim per definizione consentono più approcci e in genere incorporano elementi di più generi, inclusi giochi di ruolo, stealth, sparatutto in prima persona, platform e survival horror. Sebbene in genere abbiano mondi più piccoli rispetto ai giochi open world, generalmente consentono anche un gameplay non lineare, consentendo al giocatore di progredire in qualsiasi ordine e completare le missioni secondarie anche lasciando da parte qualsiasi missione della storia principale. Gli immersive sim sono generalmente paragonati ai giochi sviluppati da Looking Glass Studios. Il primo di questi giochi generalmente considerato un immersive sim è Ultima Underworld: The Stygian Abyss, e altri esempi includono Thief and Thief 2, System Shock e System Shock 2, così come il primo Deus Ex.

## Concetto
Gli immersive sim in genere incaricano il giocatore di farsi strada attraverso i livelli e completare le missioni, ma non obbligano il giocatore su come raggiungere gli obiettivi. Un esempio comune potrebbe essere quello in cui il giocatore-personaggio deve superare una guardia. La scelta di come farlo spetta al giocatore: può tentare di intrufolarsi; usare il parkour o altre abilità simili, aiutarsi con qualche attrezzatura, per raggirare i nemici; trovare piccoli passaggi che permettano loro di aggirare la guardia; creare una distrazione che allontani la guardia dal suo posto; convincere o corrompere la guardia a ignorarli; o semplicemente attaccare e uccidere o stordire la guardia, magari nascondendone il corpo. Le scelte possono essere limitate dalle abilità del giocatore-personaggio e dall'inventario attuale, e ci possono essere conseguenze sulle scelte del giocatore. Ad esempio, uccidere o stordire la guardia potrebbefare in modo che il suo corpo venga scoperto da altre guardie, aumentando il livello di allerta delle altre guardie. Tuttavia, questo elemento di conseguenza può essere visto come negativo per i giocatori durante il gioco. Ad esempio, Dishonored ha introdotto un sistema di "caos" che regolava il comportamento delle guardie nemiche, più numerose e aggressive se un giocatore nei livelli precedenti aveva usato approcci violenti, il che scoraggiava i giocatori dall'utilizzare un approccio offensivo, sapendo che avrebbero avuto più difficoltà nei livelli successivi. Questo sistema è stato rimosso per Dishonored: Death of the Outsider, così come l'aggiunta di missioni opzionali per incoraggiare approcci alternativi alle missioni.
Warren Spector, parte di Looking Glass Studios, ha detto che gli immersive sim creano la sensazione che "tu sei lì, niente si frappone tra te e la convinzione di trovarti in un mondo alternativo". Molti degli sviluppatori chiave di questo genere li confrontano con i giochi da tavolo di Dungeons & Dragons ospitati da un buon gamemaster, o con giochi di ruolo dal vivo, in quanto esistono una serie di sistemi di regole per fare in modo che esso rimanga un gioco, ma il gioco reagisce alle azioni dei giocatori piuttosto che costringerlo a conformarsi a un'azione specifica. Allo stesso Spector è accreditato l'uso del termine "immersive sim" in un articolo che scrisse sullo sviluppo di Deus Ex nel 2000, sebbene Spector stesso lo attribuisca invece al suo collega di Looking Glass Doug Church. 
Mark Brown della serie di YouTube Game Maker's Toolkit ha identificato che una caratteristica chiave di differenziazione degli immersive sim è che non utilizzano prontamente eventi programmati o fissi. Invece, usano una serie coerente di regole e sistemi durante il gioco. Questi sistemi coerenti possono quindi essere sfruttati dal giocatore per completare gli obiettivi in modi unici e imprevedibili, con il gioco che reagisce alle decisioni del giocatore. Brown usa l'esempio di essere in grado di lanciare frecce di corda (per arrampicarsi) su qualsiasi superficie di legno nell'originale Thief: The Dark Project (1998), mentre il gioco Thief del 2014 limitava le posizioni che potevano essere utilizzate, rimuovendo gli elementi immersivi della simulazione. Rick Lane di PC Gamer ha notato che mentre i giochi precedenti della serie The Elder Scrolls non erano immersive sim, The Elder Scrolls IV: Oblivion (2006) ha trasformato la serie in un immersive sim.
I concetti di "simulazione immersiva" sono progettati per far immaginare al giocatore se stesso come parte di un mondo coerente, e i giochi che utilizzano filosofie del genere non devono necessariamente avere sistemi di gioco normalmente attribuiti ai sim immersivi. Un esempio notevole è Gone Home, un gioco di esplorazione narrativa in cui il giocatore esamina gli oggetti in una casa per ricostruire una storia di eventi accaduti lì in precedenza, ma per il resto ha pochissime meccaniche di gioco. Steve Gaynor di The Fullbright Company, che ha sviluppato Gone Home, ha confrontato il loro approccio ai giochi di Looking Glass Studios, affermando che "Si tratta davvero di questa sensazione di essere in un luogo e dei designer che si fidano di te per progredire attraverso di esso in modo significativo".

## Storia
Warren Spector considerava Ultima VI: The False Prophet (1990) il primo gioco ad avere una mentalità da immersive sim poiché, mentre veniva giocato da una vista dall'alto verso il basso, si basava meno su eventi e puzzle pianificati, e invece forniva le regole e i sistemi attraverso il suo mondo vivente per consentire ai giocatori di creare le proprie soluzioni alle situazioni. Spector ha descritto un esempio di playtest da Ultima VI che considerava la genesi del genere di simulazione immersiva, in cui a un playtester mancava un incantesimo magico necessario al suo gruppo per passare da un cancello chiuso, e invece ha usato un personaggio topo domestico per intrufolarsi attraverso piccoli spazi e accedere ai controlli necessari per aprire il cancello, cosa che nessuno degli sviluppatori aveva previsto.
Ultima Underworld: The Stygian Abyss (1992) è considerato il primo gioco a dimostrare gli elementi necessari di una simulazione immersiva secondo Spector e altri. È costruito su un gameplay alla Ultima VI ' e ha aggiunto la prospettiva in prima persona, anticipando Wolfenstein 3D, il gioco che ha reso popolare gli sparatutto in prima persona. La visuale in prima persona ha contribuito a consolidare l'impressione che il giocatore facesse parte del mondo del gioco di cui aveva il pieno controllo e completando l'impressione di immersione.  Spector ha ricordato che aveva pensato dentro di sé: "Non ti rendi conto che il mondo intero è appena cambiato?" vedendo la demo iniziale di Ultima Underworld . Altri primi esempi includono System Shock (1994) e il suo sequel System Shock 2 (1999), Thief: The Dark Project (1998) e il suo seguito Thief II (2000), Deus Ex (2000) e Arx Fatalis (2002). Tuttavia, allo stesso tempo, giochi più orientati all'azione con forti elementi narrativi che sono seguiti da Wolfenstein 3D, come Doom (1993) e Half-Life (1998), hanno generato vendite commerciali maggiori, rendendo difficile ottenere l'interesse degli editori.
Intorno al 2006-2008, sono emersi diversi giochi che hanno rivitalizzato l'interesse per il genere, tra cui The Elder Scrolls IV: Oblivion (2006), BioShock (2007), STALKER: Shadow of Chernobyl (2007) e Fallout 3 (2008). Spinti da questi titoli di successo, ci sono stati nuovi titoli nella serie Deus Ex, tra cui Deus Ex: Human Revolution (2011), così come le versioni pianificate di System Shock 3 e Underworld Ascendant. Nuove proprietà, tra cui Dishonored (2012) e Prey (2017), sono state sviluppate riconoscendo i principi di progettazione dei sim immersivi. Anche il recente Cyberpunk 2077, potrebbe essere considerato come un immersive sim in un mondo open world.

### Prestazioni nel settore dei videogiochi
Sebbene il genere sia ben accolto dalla critica, le vendite sono state variabili. Il Deus Ex originale ha venduto più di 500.000 unità (all'epoca, un numero rispettabile) ma il suo seguito immediato, Deus Ex: Invisible War, è stato considerato un fallimento commerciale. Più recentemente, mentre Deus Ex: Human Revolution ha venduto più di 2,1 milioni di copie entro un mese dalla sua uscita, il suo sequel Deus Ex: Mankind Divided non aveva ancora raggiunto un milione di vendite un anno dopo la sua uscita. Dishonored 2, inoltre, non ha visto un aumento delle vendite simile a quello del Dishonored originale.
Jody Macgregor di PC Gamer ha notato che ci sono altri fattori che contribuiscono alla riduzione delle vendite, inclusi altri giochi concorrenti e cambiamenti nel marketing e nell'approccio di un sequel. Afferma inoltre che i sim immersivi richiedono più impegno da parte del giocatore in termini di tempo per apprendere i complessi sistemi di interazione del gioco rispetto ad altri tipi di giochi costruiti attorno a meccaniche più semplici, rendendo così gli immersive sim più difficili da vendere. Jordan Thomas, uno sviluppatore di Thief e dei giochi BioShock, ha anche affermato che questi titoli sono molto difficili da costruire da gruppi diversi dai grandi team a causa della complessità di tali giochi, rendendo improbabile che i giochi indie possano muoversi verso questo genere.
Harvey Smith di Arkane Studios credeva che, sebbene le tendenze di vendita per i sim immersivi negli anni 2010 fossero deludenti, ci sarà sempre un mercato per loro, ma sarà necessario bilanciare i costi di sviluppo con numeri di vendita inferiori. Smith attribuisce le minori vendite dei giochi più recenti alla tendenza generale dei giocatori a preferire i giochi d'azione dal ritmo serrato con forti componenti multiplayer, con gli editori che diffidano dei giochi senza tali elementi. Gli immersive sim per natura tendono ad essere esperienze in single player che richiedono approcci ponderati, ma Smith crede che i nuovi titoli si adatteranno a queste preferenze di giocatore in futuro, in particolare dagli sviluppatori indipendenti.

## Eredità

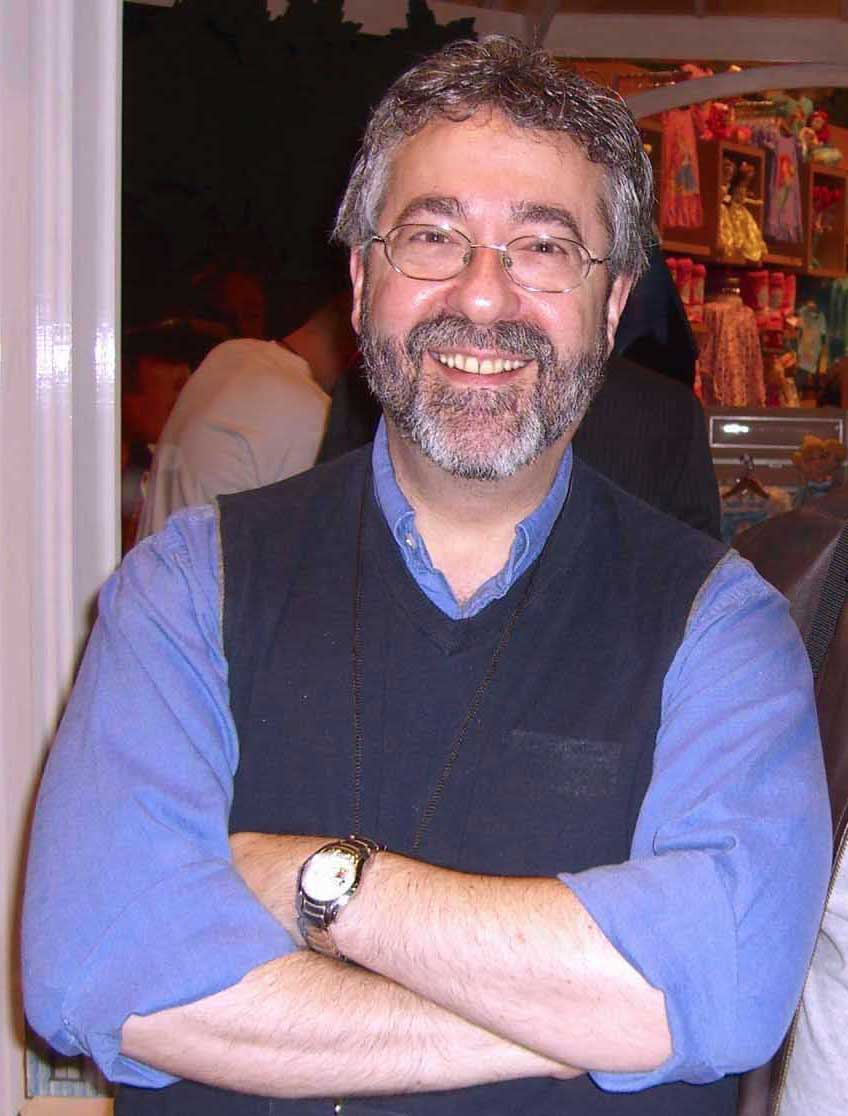
Warren Spector è una delle figure chiave che hanno definito il genere degli immersive sim.

Un piccolo numero di studi e sviluppatori sono stati associati al genere, creando un lignaggio nel suo sviluppo originato da Looking Glass Studios e dai suoi progetti. Ultima Underworld è stato creato da Paul Neurath e Doug Church, sotto il loro studio Blue Sky Productions e pubblicato da Origin Systems. Warren Spector of Origin (che aveva lavorato su Ultima VI) ha anche lavorato a stretto contatto con Blue Sky per finalizzare il gioco, che alla fine è passato a Looking Glass e ha creato System Shock and Thief. In seguito Spector si è unito a Ion Storm e ha fondato il suo studio di Austin, in Texas, dove hanno sviluppato la serie Deus Ex. Alla fine Looking Glass Studios chiuse i battenti, ma gli sviluppatori lanciarono i propri studi, in particolare Ken Levine che aveva aiutato con Thief e System Shock 2 a formare Irrational Games e creare la serie BioShock (che è stata descritta come un sequel spirituale di System Shock).
Separatamente, Raphaël Colantonio faceva parte del team di garanzia della qualità che supportava Origin Systems for Electronic Arts (EA) nella pubblicazione di giochi come System Shock in Europa. Colantonio lasciò EA e alla fine fondò Arkane Studios, desiderando realizzare un sequel in stile immersive sim della serie Ultima Underworld. EA ha negato loro l'uso della proprietà intellettuale e invece Arkane ha prodotto Arx Fatalis. Successivamente, Colantonio ha portato Harvey Smith (un tester di garanzia della qualità per Origin per System Shock e uno degli sviluppatori principali sotto Ion Storm per Deus Ex) e successivamente hanno progettato la serie Dishonored e costruito il nuovo Prey in cima a similari fondamentali simili. Più recentemente, Neurath ha fondato un nuovo studio, OtherSide Entertainment, ottenendo i diritti per un sequel di Underworld da EA e per la proprietà System Shock attraverso Night Dive Studios, che ne aveva anche acquisito i diritti. Neurath ha chiamato Spector per creare entrambi i sequel.
Molti immersive sim che dispongono di password numeriche utilizzano il numero "451" (o "0451") come parte del primo codice che il giocatore incontra. Questo è un riferimento ai giochi della serie System Shock che lo usano come codice della prima porta vista nel gioco, a volte si credeva fosse un riferimento a Fahrenheit 451 ma secondo Spector, il codice era stato usato sulla porta per gli studi di Looking Glass in Cambridge. Da allora la sua ricorrenza nei giochi del genere è descritta come "una specie di firma che gli sviluppatori usano per allinearsi con Looking Glass", secondo l'ex sviluppatore di Looking Glass Tim Stellmach. Il nome Looking Glass è anche interpretato dagli sviluppatori di immersive sim per riflettere sull'importanza dello studio per il genere - ad esempio: il nome di OtherSide Entertainment e Prey che ha il sistema informatico Looking Glass che il giocatore incontra frequentemente.